# James Friend
James Friend ASC, BSC é um diretor de fotografia britânico. Em 2023 ganhou o Oscar de melhor fotografia por seu trabalho no filme alemão Im Westen nichts Neues (2022), épico de guerra da Netflix dirigido por Edward Berger.

## Filmografia

### Cinema
| Ano  | Título                 | Diretor                        | Notas |
| ---- | ---------------------- | ------------------------------ | --- |
| 2009 | Umbrage                | Drew Cullingham                | |
| 2010 | Dead Cert              | Steven Lawson                  | |
| 2010 | Stalker                | Martin Kemp                    | |
| 2011 | Carmen's Kiss          | David Fairman                  | |
| 2011 | Jack Falls             | Paul Tanter Alexander Williams | |
| 2011 | Ghosted                | Craig Viveiros                 | |
| 2011 | Turnout                | Lee Sales                      | |
| 2011 | 7 Lives                | Paul Wilkins                   | |
| 2012 | Papadopoulos & Sons    | Marcus Markou                  | |
| 2013 | The Liability          | Craig Viveiros                 | |
| 2016 | Breakdown              | Jonnie Malachi                 | |
| 2022 | Im Westen nichts Neues | Edward Berger                  | Oscar de melhor fotografia BAFTA de melhor cinematografia British Society of Cinematographers Award de melhor fotografia (longa-metragem) |

### Televisão
| Ano       | Título                               | Notas                   |
| --------- | ------------------------------------ | ----------------------- |
| 2015      | Lewis                                | 2 episódios             |
| 2015-2016 | Silent Witness                       | 12 episódios            |
| 2016      | The Musketeers                       | 2 episódios             |
| 2016      | Rillington Place                     | Minissérie, 3 episódios |
| 2016      | Beowulf: Return to the Shieldlands   | 3 episódios             |
| 2017      | Stan Lee's Lucky Man                 | 4 episódios             |
| 2017      | The Late Late Show with James Corden | 1 episódio              |
| 2017      | Victoria                             | 2 episódios             |
| 2018      | Patrick Melrose                      | Minissérie, 5 episódios |
| 2019      | MotherFatherSon                      | Minissérie, 5 episódios |
| 2019      | The War of the Worlds                | Minissérie, 3 episódios |
| 2020      | Cursed                               | 2 episódios             |
| 2020      | Your Honor                           | 3 episódios             |
| 2022      | Willow                               | 2 episódios             |
| TBA       | The Acolyte                          | Em produção             |